# You're Not Alone (Roy Buchanan)
You're Not Alone è un album di Roy Buchanan, pubblicato dalla Atlantic Records nell'aprile del 1978.

## Tracce
Lato A
1. The Opening.....Miles from Earth – 2:00 (Jean Roussel)
2. Turn to Stone – 5:47 (Joe Walsh, Terry Trebandt)
3. Fly...Night Bird – 7:44 (Roy Buchanan, Jean Roussel, Andrew Newmark, Willie Weeks, Raymond Silva)
4. 1841 Shuffle – 4:22 (Roy Buchanan, Jean Roussel, Andrew Newmark, Willie Weeks)

Durata totale: 19:53
Lato B
1. Down by the River – 8:38 (Neil Young)
2. Supernova – 3:22 (Roy Buchanan)
3. You're Not Alone – 8:03 (Jean Roussel, Andrew Newmark, Willie Weeks, Raymond Silva)

Durata totale: 20:03

## Formazione
- Roy Buchanan - chitarre solista
- Ray Gomez - chitarra acustica, chitarra ritmica
- Willie Weeks - basso
- Andrew Newmark - batteria

Musicisti aggiunti
- Gary St. Clair - voce solista (brano: Down by the River)
- Luther Vandross - accompagnamento vocale, coro (brano: Down by the River)
- Krystal Davis - accompagnamento vocale, coro (brano: Down by the River)
- Alfa Anderson - accompagnamento vocale, coro (brano: Down by the River)
- David Lasley - accompagnamento vocale, coro (brano: Down by the River)

Note aggiuntive
- Raymond Silva - produttore
- Registrazione, mixaggio e masterizzazione effettuata al Atlantic Studios di New York City, New York, Stati Uniti
- Jimmy Douglass - ingegnere della registrazione e del mixaggio
- Randy Mason - co-ingegnere della registrazione e del mixaggio[1]